# Jean Krombach
Jean Krombach (ur. 17 lipca 1910 w Luksemburgu, zm. 4 stycznia 1999 w  Diekirch) – luksemburski lekkoatleta specjalizujący się w biegach sprinterskich.
Pierwszy występ Krombacha na arenie międzynarodowej miał miejsce w 1934 roku podczas I Mistrzostw Europy w Turynie. Wziął udział w jednej konkurencji. Na dystansie 400 metrów zajął czwarte miejsce w swoim biegu eliminacyjnym i z czasem 50,2 sekundy zakończył swój start na mistrzostwach.
Krombach reprezentował Wielkie Księstwo Luksemburga podczas XI Letnich Igrzyskach Olimpijskich w 1936 roku w Berlinie, gdzie wystartował w jednej konkurencji. W biegu na 400 metrów z czasem 50,4 sekundy zajął w swoim biegu eliminacyjnym piąte miejsce, co oznaczało dla Luksemburga koniec udziału w zawodach. 

## Rekordy życiowe
- bieg na 400 metrów – 49,8 (1935)